# Bernhard Morrien
Bernhard Morrien († 21. Februar 1581 in Münster) war Dompropst im Domkapitel Münster.

## Leben

### Herkunft und Familie
Bernhard Morrien entstammte dem westfälischen Adelsgeschlecht Morrien, das im Mittelalter und in der frühen Neuzeit eine der führenden Familien im Ritterstand war und von 1350 bis 1691 das Amt des Erbmarschalls im Hochstift Münster innehatte. Er war der Sohn des Dietrich Morrien und dessen Gemahlin Anna von Valke zu Rockel. Sie war Erbtochter. So kam der Falkenhof in Rheine in den Besitz der Morriens. Bernhards Bruder Alexander († 1587) war Domscholaster in Osnabrück. Sein Bruder Dietrich hatte von seiner Großmutter Margarethe von Borghorst einen Hof in Horstmar geerbt, den gründlich renovieren ließ. Hier wurde er Stifter der protestantischen Linie der Familie Morrien.

### Werdegang
Bernhard hatte an der Universität Heidelberg studiert und war zunächst Domherr in Münster.
Nachdem Bernhard von Münster verzichtet hatte, übertrug ihm Wilhelm Ketteler am 10. Mai 1555 das Archidiakonat Stadtlohn.
Bernhard leistete im Jahre 1558 den Amtseid als Dompropst, jedoch kam die bischöfliche Bestätigung erst am 12. Januar 1568. Im folgenden Jahr verzichtete er auf sein Amt und übernahm am 24. August 1569 das Archidiakonat Altlünen.
Im November 1576 wurde er Domsenior in Münster. Bernhard hatte zwei Söhne. Dietrich besaß die Vikarie St. Blasii im Dom zu Münster. Hermann  wurde am 29. September 1592 zum Rentmeister in Fürstenau bestellt. Deren Mutter mit unbekannter Identität liegt in der St.-Servatii-Kirche in Münster begraben.